# Ubaldo Pittei
Ubaldo Pittei (1878 – 26 de marzo de 1930) fue un director, actor y guionista cinematográfico de nacionalidad italiana, activo en la época del cine mudo.

## Biografía
Su verdadero nombre era Guido Di Sandro, y nació en Florencia, Italia. Alumno de Luigi Rasi, tuvo una importante actividad teatral, actuando en el transcurso de su carrera en diferentes compañías teatrales, entre ellas las de Eleonora Duse y Ermete Zacconi. 
Se inició en el cine en 1912, con una actividad, principalmente de dirección, llevada a cabo íntegramente en la época del cine mudo. Rodó 40 producciones, trabajando para las productoras Latium Film, Film d'Arte Italiana, Caesar Film y otras muchas. Entre sus películas más importantes figuran Orrida meta (1913), Verso l'amore (1913), Gli occhi che videro! (1914), Il complice azzurro (1914), Nel rifugio (1917),Notturni (1919),Manolita (1922), I milioni di Saetta (1923), Sirena (1925) y Mese mariano (1929).
Ubaldo Pittei falleció en Roma, Italia, en 1930.

## Selección de su filmografía

### Director
- 1913: La finestra illuminata
- 1913: Mater!
- 1913: Il prezzo della felicità
- 1916: Chiffonnette
- 1916: La misteriosa

### Actor
- 1913: L'orrida meta
- 1913: La finestra illuminata
- 1913: Mater!
- 1913: La chiave del mistero
- 1913: Il prezzo della felicità